# 로버트 맨델
로버트 맨델(Robert Mandel, 1945년 ~ )은 미국 캘리포니아주 오클랜드 출신의 영화 제작자, 감독, 텔레비전 감독이다. 브렌던 프레이저, 맷 데이먼, 벤 애플렉, 콜 하우저, 크리스 오도널 등 초기 영화 역할을 포함한 영화 스쿨 타이로 잘 알려져 있다.

## 참여 작품

### 영화
- 에프 엑스 (영화)
- 스쿨 타이
- 백색지대

### 텔레비전
- 엑스파일
- 더 프랙티스
- 더 디스트릭트
- 데프 레퍼드
- 로스트
- 프리즌 브레이크
- 도미니언 (드라마)
- 침묵의 게임